# 立川祐路
立川 祐路（たちかわ ゆうじ、1975年7月5日 - ）は、日本のレーシングドライバー。神奈川県鎌倉市出身。

## 経歴
両親がバイクツーリングの最中にたまたま見つけたカート場で、家族でカートを始めたのがレーシングキャリアのスタートとなった。その後SLシリーズやSL全国大会等で頭角を現し、1992年には地方カート選手権のデビュー戦（スポット参戦）でいきなりポールポジションを獲得。1993年には地方カート選手権AIIクラスで最終戦を待たずしてチャンピオンを獲得。1994年には日本人初のエルフのスカラシップ生として渡仏、フォーミュラ・ルノー・キャンパス・カップで2勝を挙げシリーズ4位の成績を残す。
翌1995年に帰国後、フォーミュラ・トヨタ西日本シリーズにて国内レースデビューを飾り、藤田直廣監督のもとでシリーズチャンピオンを獲得した。同年には全日本F3選手権にも参戦を開始し、第6戦TIで予選12番手から最後尾に落ちるも、15周目に6位まで追い上げ初のポイントを獲得した。1997年にはシリーズ2位になっている。またこの年には全日本選手権フォーミュラ・ニッポンにも参戦を果たし、2001年にはシリーズ3位となった。その後、2005年を除き2009年まで参戦した。
1998年に参戦した全日本ツーリングカー選手権(JTCC)において攻撃的な走りを見せシリーズ4位となり、セルモのエースとなった。全日本GT選手権(JGTC)には1996年にデビューし、1999年にはセルモに移籍しその後一貫してトヨタ車のステアリングを握り続けている。JGTC・SUPER GTでの通算19勝は歴代2位、ポールポジション23回は単独トップである。トヨタ・レクサス車との相性がいいとされる富士スピードウェイを得意とし、通算19勝のうち9勝を挙げている。
また、SUPER GTに参戦するレクサス・SC430、トヨタ・スープラ(JZA80)、レクサス・RC F GT3の開発ドライバーを脇阪寿一らと共に務めるほか、石浦宏明とともにGT500ドライバーとして2023年シーズンまで活躍した。
スーパーフォーミュラではINGING・セルモの監督を務め、2015〜2017年までドライバーズタイトルを3連覇した。
2023年をもってSUPER GTドライバーを引退し、翌年からはTGR TEAM KeePer CERUMOの監督に就任した。

## レース戦績
- 1993年 - 地方カート選手権関東西地域AIIクラスシリーズチャンピオン
- 1994年 - フランスフォーミュラ・ルノー・エルフ・キャンパスでデビュー
- 1995年 
  - 全日本F3選手権（MORISAWA RACING #26／ダラーラF395 3S-G）（シリーズ8位）
  - フォーミュラ・トヨタ・西日本シリーズ（#32 ダイイチ・広島トヨタFT／FT20）（シリーズチャンピオン・3勝）
  - F3マカオGP
- 1996年
  - 全日本F3選手権＜Rd.1&2 スポット参戦＞（#26 モリサワレーシングF395／ダラーラF395 3S-G）
  - 全日本GT選手権・GT500クラス＜Rd.2,3,5,6 スポット参戦＞（BROS FACTRY #25 FEDEX 300ZX-GTS）（シリーズ25位）
- 1997年
  - 全日本選手権フォーミュラ・ニッポン＜Rd.9&10 スポット参戦＞（Team Le Mans #2／レイナード97D MF308）
  - 全日本F3選手権（TODA RACING #2 ライアンTODA無限／ダラーラF397・MF204B）（シリーズ2位・1勝）
  - F3マカオGP
  - 1997FIA GT選手権シリーズ第7戦 ポッカインターナショナル1000km耐久レース（SARD #39 IDC大塚家具／SARD MC897R）（決勝DNF）
  - 全日本GT選手権・GT500クラス＜Rd.1,2 スポット参戦＞（Team Le Mans #75 NISSAN 300ZX-GTS）（決勝10位）
  - 富士6時間スーパーN1耐久レース（#98 シビック／EK9）（総合21位）
- 1998年
  - 全日本選手権フォーミュラ・ニッポン＜Rd.3以降＞（TEAM TMS #18／レイナード97D MF308）（シリーズ13位）
  - 全日本ツーリングカー選手権（#38 デンソーセルモチェイサー／JZX100 3S-GE）（シリーズ4位）
  - 第5回十勝24時間・GTクラス（#8 POWER CRAFT SUPRA）（総合優勝）
- 1999年
  - 全日本選手権フォーミュラ・ニッポン（COSMO OIL RACING TEAM CERUMO #11／レイナード99L MF308）（シリーズ13位）
  - 全日本GT選手権・GT500クラス（TOYOTA TEAM CERUMO #38 FK/マッシモセルモスープラ／TOYOTA SUPRA JZA80 3S-GTE）（シリーズ14位）
  - Pokka 1000km・GT500クラス（TOYOTA TEAM CERUMO #38 FK/マッシモセルモスープラ／TOYOTA SUPRA JZA80 3S-GTE）（総合3位）
- 2000年
  - 全日本選手権フォーミュラ・ニッポン（COSMO OIL RACING TEAM CERUMO #11／レイナード99L MF308）（シリーズ10位）
  - 全日本GT選手権・GT500クラス（TOYOTA TEAM CERUMO #38 FK/マッシモセルモスープラ／TOYOTA SUPRA JZA80 3S-GTE）（シリーズ5位・1勝）
  - 第29回インターナショナルPokka1000km・GT500クラス（TOYOTA TEAM CERUMO #38 FK/マッシモセルモスープラ／TOYOTA SUPRA JZA80 3S-GTE）（決勝DNF）
  - 第7回十勝24時間（#10 エンドレスアドバンスープラ）（総合優勝）
- 2001年
  - 全日本選手権フォーミュラ・ニッポン（Olympic KONDO Racing Team #3／レイナード99L MF308）（シリーズ3位）
  - 全日本GT選手権・GT500クラス（TOYOTA TEAM CERUMO #38 auセルモスープラ／TOYOTA SUPRA JZA80 3S-GTE）（シリーズチャンピオン）
  - 第30回インターナショナルPokka1000km・GT500クラス（TOYOTA TEAM CERUMO #38 auセルモスープラ／TOYOTA SUPRA JZA80 3S-GTE）（総合優勝）
  - マツダ・ロードスター・フェスタ・イン・筑波（#2 ロードスター）（決勝2位）
- 2002年
  - 全日本選手権フォーミュラ・ニッポン＜Rd.6以降＞（COSMO OIL RACING TEAM CERUMO #11／レイナード99L MF308）
  - 全日本GT選手権・GT500クラス（TOYOTA TEAM CERUMO #1 auセルモスープラ／TOYOTA SUPRA JZA80 3S-GTE）（シリーズ3位・2勝）
- 2003年
  - 全日本選手権フォーミュラ・ニッポン（Olympic KONDO Racing Team #3／ローラB351 MF308）
  - 全日本GT選手権・GT500クラス（TOYOTA TEAM CERUMO #38 auセルモスープラ／TOYOTA SUPRA JZA80 3UZ-FE）（シリーズ9位）
  - 第30回インターナショナルPokka1000km・GT500クラス（TOYOTA TEAM CERUMO #38 auセルモスープラ／TOYOTA SUPRA JZA80 3UZ-FE）（総合3位）
  - MAZDA FESTA 2003（#5 AS&R'on熱川 ロードスター）（決勝4位）
- 2004年
  - 全日本選手権フォーミュラ・ニッポン（Yellow Hat KONDO Racing Team #4／ローラB351 MF308）（シリーズ14位）
  - 全日本GT選手権・GT500クラス（TOYOTA TEAM CERUMO #38 auセルモスープラ／TOYOTA SUPRA JZA80 3UZ-FE）（シリーズ5位・1勝）
  - MAZDA FESTA 2004（#5 AUTOSPORTロードスター）（決勝2位）
- 2005年
  - SUPER GT・GT500クラス（TOYOTA TEAM CERUMO #38 ZENTセルモスープラ／TOYOTA SUPRA JZA80 3UZ-FE）（シリーズチャンピオン・3勝）
  - MAZDA FESTA 2005（#5 AUTOSPORTロードスター）（決勝3位）
- 2006年
  - 全日本選手権フォーミュラ・ニッポン（TEAM RECKLESS CERUMO #11／ローラB06/51 RV8J）（シリーズ8位）
  - SUPER GT・GT500クラス（TOYOTA TEAM CERUMO #1 ZENTセルモSC／LEXUS SC430 UZZ40 3UZ-FE）（シリーズ5位・1勝）
- 2007年
  - 全日本選手権フォーミュラ・ニッポン（TEAM RECKLESS CERUMO #11／ローラB06/51 RV8J）（シリーズ12位）
  - SUPER GT・GT500クラス（TOYOTA TEAM CERUMO #38 ZENT CERUMO SC430／LEXUS SC430 UZZ40 3UZ-FE）（シリーズ7位・1勝）
- 2008年
  - 全日本選手権フォーミュラ・ニッポン（CERUMO／INGING #48／ローラB06/51 RV8J）（シリーズ7位）
  - SUPER GT・GT500クラス（TOYOTA TEAM CERUMO #38 ZENT CERUMO SC430／LEXUS SC430 UZZ40 3UZ-FE）（シリーズ2位・1勝）
  - ル・マン24時間耐久レース・LMP1クラス（DOME Racing Team #11 童夢 S102）（決勝33位）
- 2009年
  - 全日本選手権フォーミュラ・ニッポン（CERUMO／INGING #48／スウィフト017.n RV8K）（シリーズ12位）
  - SUPER GT・GT500クラス（LEXUS TEAM ZENT CERUMO #38 ZENT CERUMO SC430／LEXUS SC430 UZZ40 RV8KG）（シリーズ10位・1勝）
- 2010年 - SUPER GT・GT500クラス（LEXUS TEAM ZENT CERUMO #38 ZENT CERUMO SC430／LEXUS SC430 UZZ40 RV8KG）（シリーズ9位）
- 2011年 - SUPER GT・GT500クラス（LEXUS TEAM ZENT CERUMO #38 ZENT CERUMO SC430／LEXUS SC430 UZZ40 RV8KG）（シリーズ6位・1勝）
- 2012年 - SUPER GT・GT500クラス（LEXUS TEAM ZENT CERUMO #38 ZENT CERUMO SC430／LEXUS SC430 UZZ40 RV8KG）（シリーズ2位・2勝）
- 2013年 - SUPER GT・GT500クラス（LEXUS TEAM ZENT CERUMO #38 ZENT CERUMO SC430／LEXUS SC430 UZZ40 RV8KG）（シリーズチャンピオン・1勝）
- 2014年 - SUPER GT・GT500クラス（LEXUS TEAM ZENT CERUMO #1 ZENT CERUMO RC F／LEXUS RC F USC10 RI4AG）（シリーズ8位・1勝）
- 2015年 - SUPER GT・GT500クラス（LEXUS TEAM ZENT CERUMO #38 ZENT CERUMO RC F／LEXUS RC F USC10 RI4AG）（シリーズ4位）
- 2016年 - SUPER GT・GT500クラス（LEXUS TEAM ZENT CERUMO #38 ZENT CERUMO RC F／LEXUS RC F USC10 RI4AG）（シリーズ6位・1勝）
- 2017年 - SUPER GT・GT500クラス（LEXUS TEAM ZENT CERUMO #38 ZENT CERUMO LC500／LEXUS LC500 URZ100 RI4AG）（シリーズ4位・1勝）
- 2018年 - SUPER GT・GT500クラス（LEXUS TEAM ZENT CERUMO #38 ZENT CERUMO LC500／LEXUS LC500 URZ100 RI4AG）（シリーズ4位）
- 2019年 - SUPER GT・GT500クラス（LEXUS TEAM ZENT CERUMO #38 ZENT CERUMO LC500／LEXUS LC500 URZ100 RI4AG)（シリーズ4位・1勝）
- 2020年 - SUPER GT・GT500クラス（TGR TEAM ZENT CERUMO #38 ZENT GR Supra／TOYOTA GR SUPRA DB42 RI4AG）（シリーズ10位）
- 2021年 - SUPER GT・GT500クラス（TGR TEAM ZENT CERUMO #38 ZENT GR Supra／TOYOTA GR SUPRA DB42 RI4AG）（シリーズ12位）
- 2022年 - SUPER GT・GT500クラス（TGR TEAM ZENT CERUMO #38 ZENT GR Supra／TOYOTA GR SUPRA DB42 RI4AG）（シリーズ13位）

### 全日本フォーミュラ3選手権
| 年     | チーム             | エンジン | クラス | 1       | 2       | 3       | 4      | 5     | 6     | 7       | 8      | 9     | 10    | 順位 | ポイント |
| ------ | ------------------ | -------- | ------ | ------- | ------- | ------- | ------ | ----- | ----- | ------- | ------ | ----- | ----- | ---- | -------- |
| 1995年 | モリサワレーシング | トヨタ   |        | SUZ     | FSW C   | TSU Ret | MIN 10 | SUZ 7 | TAI 6 | SUG 8   | FSW 11 | SUZ   | SEN 7 | 8位  | 1        |
| 1996年 | モリサワレーシング | トヨタ   |        | SUZ Ret | TSU Ret | MIN     | FSW    | SUZ   | SUG   | SEN     | SUZ    | FSW   |       | NC   | 0        |
| 1997年 | TODA RACING        | 無限     |        | SUZ 2   | TSU 4   | MIN Ret | FSW 3  | SUZ 2 | SUG 1 | SEN Ret | TRM 2  | FSW C | SUZ 2 | 2位  | 40       |

- 太字はポールポジション、斜字はファステストラップ。(key)

### フォーミュラ・ニッポン
| 年     | チーム                       | シャシー         | エンジン | 1       | 2       | 3       | 4       | 5       | 5       | 6       | 6       | 7       | 7       | 8       | 9       | 10      | 順位 | ポイント |
| ------ | ---------------------------- | ---------------- | -------- | ------- | ------- | ------- | ------- | ------- | ------- | ------- | ------- | ------- | ------- | ------- | ------- | ------- | ---- | -------- |
| 1997年 | Team Le Mans                 | レイナード・97D  | 無限     | SUZ     | MIN     | FSW     | SUZ     | SUG     | SUG     | FSW     | FSW     | MIN     | MIN     | TRM     | FSW 9   | SUZ Ret | NC   | 0        |
| 1998年 | TEAM TMS                     | レイナード・97D  | 無限     | SUZ     | MIN     | FSW 9   | TRM 5   | SUZ Ret | SUZ Ret | SUG Ret | SUG Ret | FSW     | FSW     | MIN Ret | FSW Ret | SUZ 9   | 13位 | 2        |
| 1999年 | COSMO OIL RACING TEAM CERUMO | レイナード・99L  | 無限     | SUZ 5   | TRM 4   | MIN Ret | FSW 7   | SUZ 7   | SUZ 7   | SUG Ret | SUG Ret | FSW Ret | FSW Ret | MIN Ret | TRM 6   | SUZ 8   | 13位 | 6        |
| 2000年 | COSMO OIL RACING TEAM CERUMO | レイナード・99L  | 無限     | SUZ 8   | TRM Ret | MIN Ret | FSW 4   | SUZ Ret | SUZ Ret | SUG Ret | SUG Ret | TRM Ret | TRM Ret | FSW 4   | MIN 4   | SUZ 12  | 9位  | 9        |
| 2001年 | Olympic KONDO Racing Team    | レイナード・99L  | 無限     | SUZ 13  | TRM 2   | MIN 11  | FSW Ret | SUZ 4   | SUZ 4   | SUG 4   | SUG 4   | FSW 2   | FSW 2   | MIN 3   | TRM 5   | SUZ 2   | 3位  | 30       |
| 2002年 | COSMO OIL RACING TEAM CERUMO | レイナード・01L  | 無限     | SUZ     | FSW     | MIN     | SUZ     | TRM     | TRM     | SUG Ret | SUG Ret | FSW 11  | FSW 11  | MIN Ret | TRM 9   | SUZ Ret | NC   | 0        |
| 2003年 | Olympic KONDO Racing Team    | ローラ・B351     | 無限     | SUZ 10  | FSW 12  | MIN 10  | TRM Ret | SUZ Ret | SUZ Ret | SUG Ret | SUG Ret | FSW Ret | FSW Ret | MIN Ret | TRM 8   | SUZ Ret | NC   | 0        |
| 2004年 | Yellow Hat KONDO Racing Team | ローラ・B351     | 無限     | SUZ Ret | SUG Ret | TRM Ret | SUZ 6   | SUG 5   | SUG 5   | MIN 9   | MIN 9   | SEP Ret | SEP Ret | TRM 7   | SUZ 9   |         | 14位 | 3        |
| 2006年 | TEAM RECKLESS CERUMO         | ローラ・B06/51   | トヨタ   | FSW 12  | SUZ Ret | TRM 10  | SUZ 4   | AUT 4   | AUT 4   | FSW 5   | FSW 5   | SUG 7   | SUG 7   | TRM 5   | SUZ Ret |         | 8位  | 10       |
| 2007年 | TEAM RECKLESS CERUMO         | ローラ・B06/51   | トヨタ   | FSW 16  | SUZ 8   | TRM 12  | OKA 6   | SUZ 12  | SUZ 12  | FSW 5   | FSW 5   | SUG 6   | SUG 6   | TRM 9   | SUZ 13  |         | 12位 | 11       |
| 2008年 | CERUMO/INGING                | ローラ・B06/51   | トヨタ   | FSW 2   | SUZ 17  | MOT 7   | OKA 4   | SUZ1 17 | SUZ2 12 | TRM1 4  | TRM2 4  | FSW1 9  | FSW2 9  | SUG 15  |         |         | 7位  | 31       |
| 2009年 | CERUMO/INGING                | スウィフト・FN09 | トヨタ   | FSW 5   | SUZ 11  | TRM Ret | FSW 9   | SUZ 6   | SUZ 6   | TRM 7   | TRM 7   | AUT Ret | AUT Ret | SUG 12  |         |         | 12位 | 9        |

- 太字はポールポジション、斜字はファステストラップ。(key)

### 全日本GT選手権/SUPER GT
| 年     | チーム                  | 使用車両                 | クラス | 1       | 2       | 3       | 4       | 5       | 6       | 7      | 8       | 9       | 順位 | ポイント |
| ------ | ----------------------- | ------------------------ | ------ | ------- | ------- | ------- | ------- | ------- | ------- | ------ | ------- | ------- | ---- | -------- |
| 1996年 | BROS FACTORY            | 日産・フェアレディZ      | GT500  | SUZ     | FSW Ret | SEN Ret | FSW     | SUG Ret | MIN 9   |        |         |         | 25位 | 2        |
| 1997年 | Team Le Mans            | 日産・フェアレディZ      | GT500  | SUZ 10  | FSW DNS | SEN     | FSW     | MIN     | SUG     |        |         |         | 29位 | 1        |
| 1999年 | TOYOTA TEAM CERUMO      | トヨタ・スープラ         | GT500  | SUZ 7   | FSW 2   | SUG Ret | MIN 8   | FSW 6   | TAI 8   | TRM 12 |         |         | 14位 | 31       |
| 2000年 | TOYOTA TEAM CERUMO      | トヨタ・スープラ         | GT500  | TRM 4   | FSW 3   | SUG 12  | FSW Ret | TAI 1   | MIN 6   | SUZ 11 |         |         | 4位  | 58       |
| 2001年 | TOYOTA TEAM CERUMO      | トヨタ・スープラ         | GT500  | TAI Ret | FSW 2   | SUG 3   | FSW 4   | TRM 2   | SUZ 6   | MIN 16 |         |         | 1位  | 58       |
| 2002年 | TOYOTA TEAM CERUMO      | トヨタ・スープラ         | GT500  | TAI 4   | FSW 1   | SUG 16  | SEP 9   | FSW 1   | TRM 13  | MIN 9  | SUZ 6   |         | 3位  | 65       |
| 2003年 | TOYOTA TEAM CERUMO      | トヨタ・スープラ         | GT500  | TAI Ret | FSW Ret | SUG 10  | FSW 4   | FSW 3   | TRM 9   | AUT 3  | SUZ 13  |         | 9位  | 46       |
| 2004年 | TOYOTA TEAM CERUMO      | トヨタ・スープラ         | GT500  | TAI 5   | SUG 1   | SEP 7   | TOK 14  | TRM 10  | AUT 11  | SUZ 4  |         |         | 5位  | 45       |
| 2005年 | TOYOTA TEAM CERUMO      | トヨタ・スープラ         | GT500  | OKA 14  | FSW 1   | SEP 11  | SUG 11  | TRM 12  | FSW 1   | AUT 7  | SUZ 1   |         | 1位  | 67       |
| 2006年 | TOYOTA TEAM CERUMO      | レクサス・SC430          | GT500  | SUZ 5   | OKA 5   | FSW Ret | SEP 12  | SUG 1   | SUZ 7   | TRM 3  | AUT 5   | FSW Ret | 5位  | 71       |
| 2007年 | TOYOTA TEAM CERUMO      | レクサス・SC430          | GT500  | SUZ 1   | OKA 11  | FSW 6   | SEP 4   | SUG 11  | SUZ 7   | TRM 14 | AUT Ret | FSW 4   | 7位  | 53       |
| 2008年 | ZENT TOYOTA TEAM CERUMO | レクサス・SC430          | GT500  | SUZ 4   | OKA 7   | FSW 1   | SEP Ret | SUG 3   | SUZ 9   | TRM 9  | AUT 4   | FSW 2   | 2位  | 72       |
| 2009年 | LEXUS TEAM ZENT CERUMO  | レクサス・SC430          | GT500  | OKA 6   | SUZ 1   | FSW 9   | SEP 10  | SUG 10  | SUZ 3   | FSW 10 | AUT 11  | TRM 12  | 10位 | 41       |
| 2010年 | LEXUS TEAM ZENT CERUMO  | レクサス・SC430          | GT500  | SUZ 9   | OKA 2   | FSW 4   | SEP 6   | SUG 9   | SUZ 6   | FSW C  | TRM Ret |         | 9位  | 37       |
| 2011年 | LEXUS TEAM ZENT CERUMO  | レクサス・SC430          | GT500  | OKA 8   | FSW 5   | SEP 5   | SUG 11  | SUZ 14  | FSW 1   | AUT 3  | TRM 10  |         | 6位  | 47       |
| 2012年 | LEXUS TEAM ZENT CERUMO  | レクサス・SC430          | GT500  | OKA 1   | FSW 8   | SEP 2   | SUG 5   | SUZ 8   | FSW 8   | AUT 7  | TRM 1   |         | 2位  | 74       |
| 2013年 | LEXUS TEAM ZENT CERUMO  | レクサス・SC430          | GT500  | OKA 4   | FSW 2   | SEP 14  | SUG 11  | SUZ 11  | FSW 1   | AUT 2  | TRM 3   |         | 1位  | 69       |
| 2014年 | LEXUS TEAM ZENT CERUMO  | レクサス・RC F           | GT500  | OKA 14  | FSW 2   | AUT 12  | SUG 1   | FSW 14  | SUZ 8   | CHA 11 | TRM 7   |         | 8位  | 43       |
| 2015年 | LEXUS TEAM ZENT CERUMO  | レクサス・RC F           | GT500  | OKA 3   | FSW Ret | CHA Ret | FSW 2   | SUZ 2   | SUG 10  | AUT 4  | TRM 5   |         | 4位  | 59       |
| 2016年 | LEXUS TEAM ZENT CERUMO  | レクサス・RC F           | GT500  | OKA 6   | FSW 14  | SUG 3   | FSW 7   | SUZ 1   | CHA 15  | TRM 6  | TRM 9   |         | 6位  | 52       |
| 2017年 | LEXUS TEAM ZENT CERUMO  | レクサス・LC500          | GT500  | OKA 4   | FSW 1   | AUT 10  | SUG 13  | FSW 3   | SUZ 10  | CHA 4  | TRM 3   |         | 4位  | 62       |
| 2018年 | LEXUS TEAM ZENT CERUMO  | レクサス・LC500          | GT500  | OKA 8   | FSW 3   | SUZ 8   | CHA 4   | FSW 8   | SUG 5   | AUT 4  | TRM 2   |         | 4位  | 59       |
| 2019年 | LEXUS TEAM ZENT CERUMO  | レクサス・LC500          | GT500  | OKA 8†  | FSW 1   | SUZ 6   | CHA 7   | FSW Ret | AUT 4   | SUG 11 | TRM 4   |         | 4位  | 46.5     |
| 2020年 | TGR TEAM ZENT CERUMO    | トヨタ・GRスープラ GT500 | GT500  | FSW 4   | FSW 7   | SUZ Ret | TRM 2   | FSW 9   | SUZ 5   | TRM 10 | FSW 8   |         | 10位 | 40       |
| 2021年 | TGR TEAM ZENT CERUMO    | トヨタ・GRスープラ GT500 | GT500  | OKA 6   | FSW Ret | SUZ 8   | TRM 8   | SUG Ret | AUT 2   | TRM 9  | FSW 5   |         | 12位 | 34       |
| 2022年 | TGR TEAM ZENT CERUMO    | トヨタ・GRスープラ GT500 | GT500  | OKA 4   | FSW 12  | SUZ Ret | FSW Ret | SUZ 15  | SUG 4   | AUT 15 | MOT 10  |         | 13位 | 17       |
| 2023年 | TGR TEAM ZENT CERUMO    | トヨタ・GRスープラ GT500 | GT500  | OKA 5   | FSW 13  | SUZ 10  | FSW 5   | SUZ 6   | SUG Ret | AUT 4  | MOT 11  |         | 13位 | 26       |

- 太字はポールポジション、斜字はファステストラップ。(key)
- † : ハーフポイント。レース周回数が75%未満で終了したため、得点が半分となる。
- * : 今シーズンの順位。

### 全日本ツーリングカー選手権
| 年     | チーム             | 使用車両           | 1      | 2      | 3     | 4      | 5      | 6      | 7        | 8      | 9      | 10    | 11    | 順位 | ポイント |
| ------ | ------------------ | ------------------ | ------ | ------ | ----- | ------ | ------ | ------ | -------- | ------ | ------ | ----- | ----- | ---- | -------- |
| 1998年 | TOYOTA TEAM CERUMO | トヨタ・チェイサー | FSW1 7 | FSW2 3 | TRM 2 | SUG1 6 | SUG2 4 | SUZ1 2 | SUZ2 Ret | MIN1 5 | MIN2 3 | TAI 3 | FSW 4 | 4位  | 100      |

- 太字はポールポジション、斜字はファステストラップ。(key)

### FIA GT選手権
| 年     | チーム                          | 使用車両     | クラス | 1   | 2   | 3   | 4   | 5   | 6   | 7       | 8   | 9   | 10  | 11  | 順位 | ポイント |
| ------ | ------------------------------- | ------------ | ------ | --- | --- | --- | --- | --- | --- | ------- | --- | --- | --- | --- | ---- | -------- |
| 1997年 | IDC大塚家具・サード・レーシング | サード・MC8R | GT1    | HOC | SIL | HEL | NUR | SPA | A1R | SUZ Ret | DON | MUG | SEB | LAG | NC   | 0        |

### ル・マン24時間レース
| 年     | チーム           | コ・ドライバー    | 使用車両            | クラス | 周回 | 順位 | クラス 順位 |
| ------ | ---------------- | ----------------- | ------------------- | ------ | ---- | ---- | ----------- |
| 2008年 | DOME Racing Team | 伊藤大輔 片岡龍也 | 童夢・S102-ジャッド | LMP1   | 272  | 33位 | 11位        |

## JGTC・SUPER GTでの活躍
JGTCには1997年にチーム・ルマンからフェアレディZでスポット参戦したが、1998年にセルモに移籍し全日本ツーリングカー選手権に参戦する。1999年からJGTCにフル参戦しスープラをドライブした。当初は竹内浩典とコンビを組み、2001年にはauセルモスープラでシリーズチャンピオンを獲得した。竹内とのコンビは2003年まで5年間続いた。
2000年予選のアタックも立川が担当となり、第4戦ではポールポジション獲得、第5戦ではポール・トゥ・ウィンを果たした。チャンピオンを狙える位置にいたが、最終戦で失速し、チャンピオン獲得はならなかった。
2001年開幕戦でトラブルによりクラッシュしリタイアを余儀なくされたが、第2戦では2位でフィニッシュ。以後、安定した走りを見せ、ドライバーズタイトルを獲得した。トヨタ勢で日本人コンビのチャンピオン獲得は初となった。
2002年第2戦・第5戦で優勝しポイントランキングトップになるも、後半戦にはウエイトハンデが課せられ苦戦を強いられた。最終戦の時点で逆転チャンピオンの可能性を残していたが、6位に終わり連覇を逃した。
2003年全8戦中ポールポジションを4回獲り、2位2回、3位1回、4位1回と予選では好成績を残すが、決勝ではシーズンを通して結果を残すことができなかった。開幕戦ではスタート前にトラブルを起こし、スタートできないままリタイア。第2戦で失格。第3戦はピット失敗などもあり10位で終わった。第4戦はポールを獲得するもタイヤ選択が外れ4位。第5戦ではファイナルラップまでトップ（2位とは10秒差）だったもののスローパンクチャーが原因で3位に後退。第6戦では第5戦同様タイヤのトラブルで後退し、9位でゴール。第7戦でもポールを奪うが最後はファイナルラップのストレートでスローダウンしたエッソウルトラフロースープラを抜き3位となる。最終戦ではウエイトハンデ100kgを抱えながらも予選は2位に食い込む。しかし決勝では13位に終わった。
2004年この年は竹内とのコンビを解消し、新たなパートナーに荒聖治を迎えた。第2戦で久々の優勝を飾った。しかし、その後は良い成績が残せずに終わった。
2005年SUPER GTとなった2005年シーズンはメインスポンサーがKDDIからZENT、パートナーが高木虎之介に替わった。そして、新装された富士スピードウェイで行われた第2戦と第6戦で優勝した。そして第8戦の鈴鹿戦でも僅差でザナヴィニスモZを振り切り優勝し、ドライバーズチャンピオンを獲得した。なお、第8戦での勝利はスープラにとって、鈴鹿サーキット初勝利となった。
2006年前年同様の体制（チーム セルモ/パートナー 高木虎之介）で参戦であったが、車両はスープラからSC430に変更された。序盤はアクシデントやトラブルで勝てずにいたものの第3戦ではポールポジションを獲得し脇阪寿一が持つ最多ポール記録を更新した。第5戦で今季2回目のポールを獲得し自身の最多ポール記録を更新。決勝でも日産のエースである本山哲とのエース同士のバトルで周回遅れに引っ掛かった本山を逆転しポールトゥウィンとなった。この勝利で影山正美が保持していた最多勝記録も更新した。
2007年前年同様の体制（チーム セルモ/車両 SC430/パートナー 高木虎之介）で参戦した。開幕戦の鈴鹿では、NSXがレースを支配していたが、レース終盤にアクシデントやトラブルで脱落。結果として優勝を勝ち取った。これで自身最多勝利記録をさらに更新し、9勝目となった。鈴鹿以降は不運やアクシデントに見舞われ、シリーズ7位でシーズンを終えた。
2008年高木虎之介にかわってパートナーはニスモから移籍してきたリチャード・ライアンとなる。立川自身が得意とする富士の第3戦で優勝（トヨタ勢唯一の勝利）し、最終戦までシリーズチャンピオンをかけて戦ったものの、ザナヴィニスモGT-Rには及ばず、シリーズランキング2位でシーズンを終えた。
2009年前年同様の体制（チーム セルモ/車両 SC430/パートナー リチャード・ライアン）で参戦した。第2戦で優勝するもその後低迷し、シリーズランキング10位でシーズンを終えた。
2010年前年同様の体制で参戦し、第3戦でGT参戦通算100戦目を迎えた。この年からセルモの監督は、以前のパートナー高木虎之介となっている。
2011年チームメイトが平手晃平に変更となった。
2013年チームメイトである平手晃平とともに、自身3度目となるシリーズチャンピオンに輝いた。
2015年チームメイトが石浦宏明に変更となった。
2019年立川自身が在籍しているLEXUS TEAM ZENT CERUMOの総監督に就任することが表明された。だが立川自身はドライバーとしても活躍するため、プレイングマネジャーという形になる。
2023年先述の通り最終戦でGT500ドライバーとしての活躍から引退。チームには2024年以降も総監督として残留する。

### JGTC・SUPER GTでのチャンピオン
立川はJGTC及びSUPER GTにおいて、3度(2001,2005,2013)チャンピオンを獲得をしている。立川以外に3度以上のチャンピオンを獲得しているのは本山哲(2003,2004,2008)、脇阪寿一(2002,2006,2009)、ロニー・クインタレッリ(2011,2012,2014,2015)、坪井翔(2021,2022,2024)の4人のみ。

## 主なタイトル
- インターナショナルポッカ1000km総合優勝(2001年)
- JGTC&SUPER GT・GT500クラス

ドライバーズチャンピオン・3回(2001年、2005年、2013年)・・・歴代2位タイ
通算勝利数・19勝・・・歴代2位
通算PP獲得数・24回・・・歴代1位

## 人物
- 母方の祖父がクルマ好きだった事が影響して、子供の頃は「遊園地に行ってもゴーカートしか乗らないような子供であった」と自ら語っている[5]。
- 小学校の頃は地元のサッカークラブに入り、中学では硬式テニスを始めて、団体戦で関東大会に出場している[5]。
- カート出身のドライバーではあるが、レーシングカートを始めたのが高校生になった頃。当時は家族ぐるみのレジャー感覚で大井松田カートランドへ行ったのが始まりである[6]。
- 高校時代のレース活動について、「高校は自動車部があったりして、カート活動などにも理解があるところだったので、その点は恵まれていた」と語っている[6]。
- 1996〜1997年当時、服部尚貴の事務所のマネージメントを受けていた事から、1996年末〜1997年初頭のJTCCアコードのテストに参加している[6]。
- 1998年11月17〜18日のイタリア・モンツアでの国際F3000の合同テストに参加し、スーパーNOVAのマシンであったローラT96-50(同年にボリス・デリヒボルグが使用した車)で、トップから0.5秒落ちの3番手タイムを記録している[7]。
- 全日本GT選手権に初めて出場した1996年は、自分が乗る前にトラブルが出る事が多く、その場にいたという感じであったと言う。その頃の全日本GT選手権は「お祭りみたいな華やかさがあるレース」という印象だった。ワークスとして戦えるマシンに乗り出した1999年頃から、自分の中にプロ意識が芽生えてきたと語っている[8]。
- 2002年、元レースクイーンの我孫子千香と結婚。
- 寝るのが好きで、時間を見つけては寝ている。